# Weyler Hildebrand
Weyler Hildebrand, egentligen Veiler Hildebrand Ekwall, född 4 januari 1890 i Västervik, död 17 november 1944 i Solna, var en svensk skådespelare, filmregissör och manusförfattare.

## Biografi

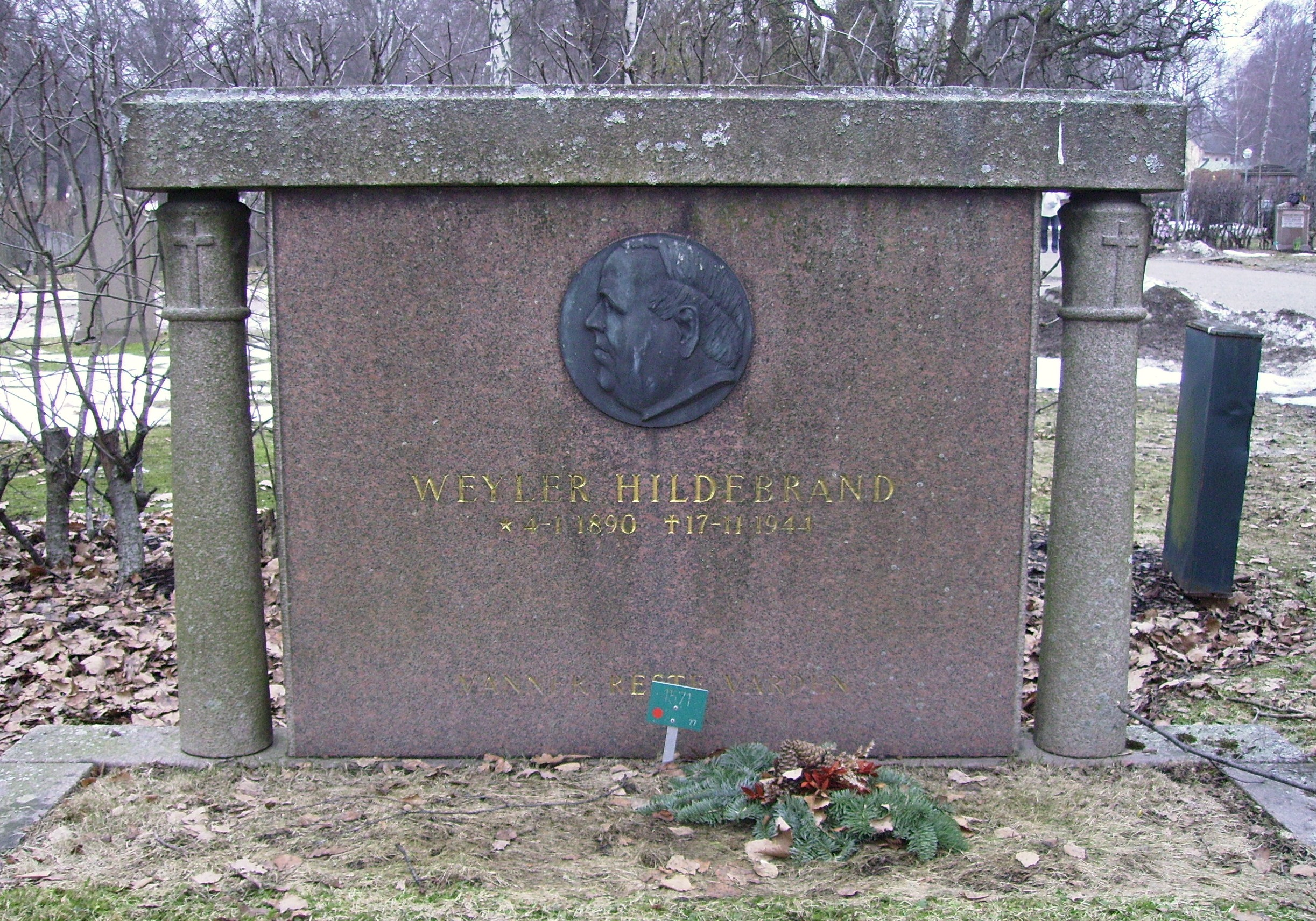
Weyler Hildebrands gravvård på Solna kyrkogård.

Hildebrand växte upp i Mörtfors i Småland. Han framträdde som skådespelare första gången 1907 i Västervik och flyttade därefter till Stockholm. Där kom han att arbeta med diverse olika yrken: springpojke, kypare med mera. Han tillbringade även en tid till sjöss, och reste då bland annat till Spetsbergen. Han ska även ha drivit kafé och haft en margarinfabrik. Uppgifterna i Hildebrands biografi är dock oklara; de bygger till stor del på uppgifter som han själv har lämnat.
År 1911 kom Hildebrand i kontakt med ett resande teatersällskap som sökte en sångare till föreställningen Lilla Helgonet. Han fortsatte därefter i flera andra sällskap och kom under en tid även att turnera tillsammans med sin bror. Under senare delen av 1910-talet verkade han i Finland, bland annat som teaterledare. Han ska enligt egen utsago även ha varit delaktig i diamantsmuggling från Ryssland. 1919 engagerades han vid Åbo Svenska Teater, och 1923 turnerade han med Norske Operaselskap.
Hildebrands inträde i filmbranschen skedde 1924, då han engagerades av Svensk Filmindustri. Han debuterade i Gustaf Edgrens Trollebokungen. Han kom snart att bli Fridolf Rhudins näst intill ständige skådespelarpartner och hade då ofta namnet Göransson. Tillsammans med Rhudin medverkade han bland annat i filmerna Konstgjorda Svensson (1929) och Kronans kavaljerer (1930). Han regisserade vid samma tidpunkt en av Socialdemokraternas första valfilmer, Bonde och arbetare (1930), samt var verksam vid flera Stockholmsteatrar, bland annat Lilla teatern.
I början av 1930-talet var Hildebrand regissör och manusförfattare till filmerna Muntra musikanter och Fridolf i lejonkulan (1933). 1937 regisserade han Pensionat Paradiset, som blev totalsågad av kritikerna.
På grund av sitt grovhuggna utseende fick Hildebrand, särskilt under sin tidiga karriär, ofta gestalta bovar och tjuvtyper. Senare fick han ofta spela polis och militär.
Manuset till filmen Gentlemannagangstern utvecklades också till en kriminalroman med samma namn (Wahlström & Widstrand, 1941), vilken utgör Hildebrands enda publicerade skönlitterära verk.
Hildebrand gifte sig 1933 med Anna Greta Sjögren (1907-2010). Han avled den 17 november 1944 av en hjärtinfarkt.

## Filmografi
- 1924 – Trollebokungen (roll)
- 1925 – För hemmet och flickan (manus, roll)
- 1927 – Spökbaronen (roll)
- 1928 – Hans Kungl. Höghet shinglar (roll)
- 1928 – Gustaf Wasa del I (roll)
- 1928 – Svarte Rudolf (roll)
- 1929 – Hjärtats triumf (roll)
- 1929 – Konstgjorda Svensson (roll)
- 1929 – Finurliga Fridolf (kortfilm) (roll)
- 1930 – Norrlänningar (roll)
- 1930 – Bonde och arbetare (socialdemokratisk valfilm) (regi, roll)
- 1930 – Kronans kavaljerer (roll)
- 1930 – Charlotte Löwensköld (roll)
- 1931 – Brokiga blad (roll)
- 1931 – Lika inför lagen (roll)
- 1931 – Trådlöst och kärleksfullt (roll)
- 1931 – Falska millionären (roll)
- 1931 – Skepparkärlek (roll)
- 1931 – Skepp ohoj! (roll)
- 1932 – Kronans rallare (regi, roll)
- 1932 – Söderkåkar (regi, roll)
- 1932 – Muntra musikanter (regi, manus, roll)
- 1933 – Fridolf i lejonkulan (regi, manus, roll)
- 1933 – Den farliga leken (regi)
- 1933 – Luftens vagabond (regi, manus)
- 1933 – Hemliga Svensson (roll)
- 1934 – Arbete! (socialdemokratisk valfilm) (regi, roll)
- 1934 – Anderssonskans Kalle (roll)
- 1934 – Simon i Backabo (roll)
- 1935 – Bränningar (roll)
- 1935 – Munkbrogreven (roll)
- 1935 – Ebberöds bank (roll)
- 1936 – Samvetsömma Adolf (manus, roll)
- 1936 – Alla tiders Karlsson (roll)
- 1936 – Han, hon och pengarna (manus)
- 1936 – 65, 66 och jag (manus)
- 1937 – Pensionat Paradiset (regi)
- 1937 – Adolf Armstarke (manus, roll)
- 1937 – Klart till drabbning (manus, roll)
- 1937 – O, en så'n natt! (manus)
- 1937 – Familjen Andersson (manus)
- 1938 – Den stora kärleken (manus)
- 1938 – Blixt och dunder (roll)
- 1938 – Bara en trumpetare (manus, roll)
- 1938 – Goda vänner och trogna grannar (regi, manus)
- 1939 – Rena rama sanningen (regi, manus)
- 1939 – Landstormens lilla Lotta (regi, manus, roll)
- 1939 – Valfångare (manus)
- 1939 – Kadettkamrater (regi)
- 1940 – Lillebror och jag (regi, manus)
- 1940 – Kyss henne! (regi, manus)
- 1941 – Gentlemannagangstern (regi, roll)
- 1941 – Göranssons pojke (regi, manus, roll)
- 1941 – Fröken Vildkatt (regi, manus)
- 1941 – Dunungen (regi, manus)
- 1942 – Livet på en pinne (regi, manus)
- 1942 – Löjtnantshjärtan (regi)
- 1943 – En melodi om våren (regi, manus)
- 1943 – Hans Majestäts rival (regi, roll)
- 1944 – Mitt folk är icke ditt (regi, manus)
- 1944 – Lilla helgonet (regi, manus)
- 1944 – Nyordning på Sjögårda (regi, manus, roll)
- 1944 – Prins Gustaf (idé)
- 1945 – Pettersson & Bendels nya affärer (manus)
- 1948 – Glada paraden (roll i klippfilm)
- 1951 – Livat på luckan (roll i klippfilm)
- 1952 – Kronans glada gossar (roll i klippfilm)
- 1952 – Adolf i toppform (roll i klippfilm)

## Teater

### Roller
| År   | Roll             | Produktion              | Regi          | Teater            |
| ---- | ---------------- | ----------------------- | ------------- | ----------------- |
| 1927 | Notarie Melldoff | Vackra Ville Hans Brask | Gustaf Edgren | Lilla Folkteatern |